# Ust-Labinsk
Ust-Labinsk (en ruso: Усть-Лабинск) es una ciudad del krai de Krasnodar, en el sur de Rusia. Está situada en la orilla derecha del río Kubán, en su punto de confluencia con su afluente el Labá. Es centro administrativo del raión de Ust-Labinsk. La ciudad se encuentra a 56 km de Krasnodar. Tenía 43 270 habitantes en 2010.
La ciudad más cercana es Korenovsk, 35 km al noroeste. Del otro lado del Kubán se encuentran Jatukái y Náberezhni, pequeñas localidades la vecina república de Adiguesia.
Es cabeza del municipio Ust-Labínskoye, al que pertenece asimismo Oktiabrski.

## Historia
Ust-Labinsk tiene su origen en una fortaleza rusa fundada en 1778 en el norte del Cáucaso, en la cuenca del Kubán, que formaba parte de la línea defensiva Azov-Mozdok que recibió el nombre de Aleksándrovski. En 1794 obtiene el estatus de stanitsa de los cosacos del Don bajo el nombre de Ust-Labínskaya, que quiere decir "boca del Labá" En tiempos de paz, los habitantes se dedicaban a la agricultura, que sigue siendo la principal actividad de la región. En 1924, es nombrada centro administrativo de raión. Desde 1958 tiene estatus de ciudad y su nombre actual.

## Demografía

### Evolución demográfica
| 1897  | 1959   | 1970   | 1979   | 1989   | 1996   | 2002   | 2008   | 2009   | 2010   |
| ----- | ------ | ------ | ------ | ------ | ------ | ------ | ------ | ------ | ------ |
| 5 100 | 30 200 | 35 600 | 39 200 | 41 800 | 44 300 | 43 824 | 42 155 | 42 047 | 41 802 |

### Composición étnica
El 91.5 % de la población es de etnia rusa. Otros grupos étnicos importantes son los armenios y los ucranianos.

## Economía y transporte

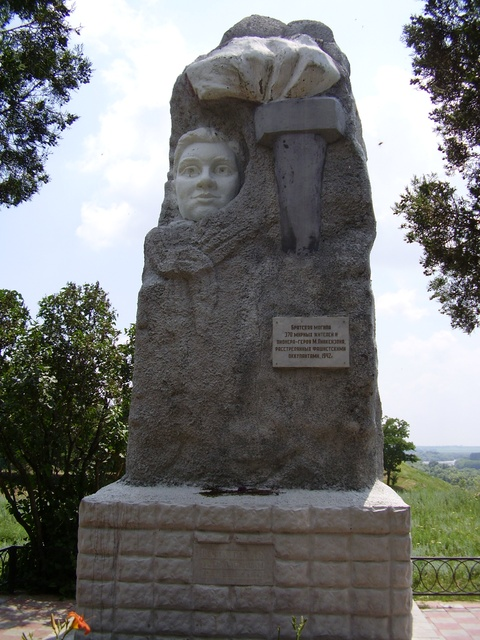
"Tumba común de 370 habitantes pacíficos y el héroe pionero M. Pinkenzon, asesinados por los invasores fascistas, 1942".

En la ciudad se encuentra el complejo de extracción de aceites esenciales Florentina (Флорентина), la fábrica de azúcar Svoboda (Свобода), la fábrica de productos lácteos Nadezhda (Надежда) y la fábrica de harina Rus (Русь). En septiembre de 2007 la administración de Ust-Labinsk y la corporación Glavstrói (Главстрой) de Moscú concluyeron un acuerdo para la construcción en la ciudad de fábricas para la producción de mezclas secas para la construcción y silicatos sintéticos.
Cuenta con una estación ferroviaria conectada por los trenes de cercanías Krasnodar - Ust-Labinsk y Krasnodar - Kropotkin, así como con el puerto de Novorossisk en el mar Negro. Es un nudo de carreteras.

## Cultura y lugares de interés
En la ciudad pueden observarse los cimientos muy bien conservados de la fortaleza Ust-Labínskaya (finales del siglo XVIII), el edificio cosaco del Consejo y otros edificios del siglo XIX en el centro histórico.
En los terrenos de la fortaleza se halla el monumento al héroe-pionero Musia Pinkenzon. En una ejecución de prisioneros judíos por parte de las tropas alemanas en la Gran Guerra Patriótica (1942), Pinkenzon empezó a tocar La Internacional con un violín.
En los alrededores de la ciudad, se han encontrado diversos kurganes.

## Personalidades
- Nikolái Popov (1931-2008), ingeniero soviético, diseñador del T-80.
- Iván Iváshenko (1905-1950), piloto de pruebas soviético.

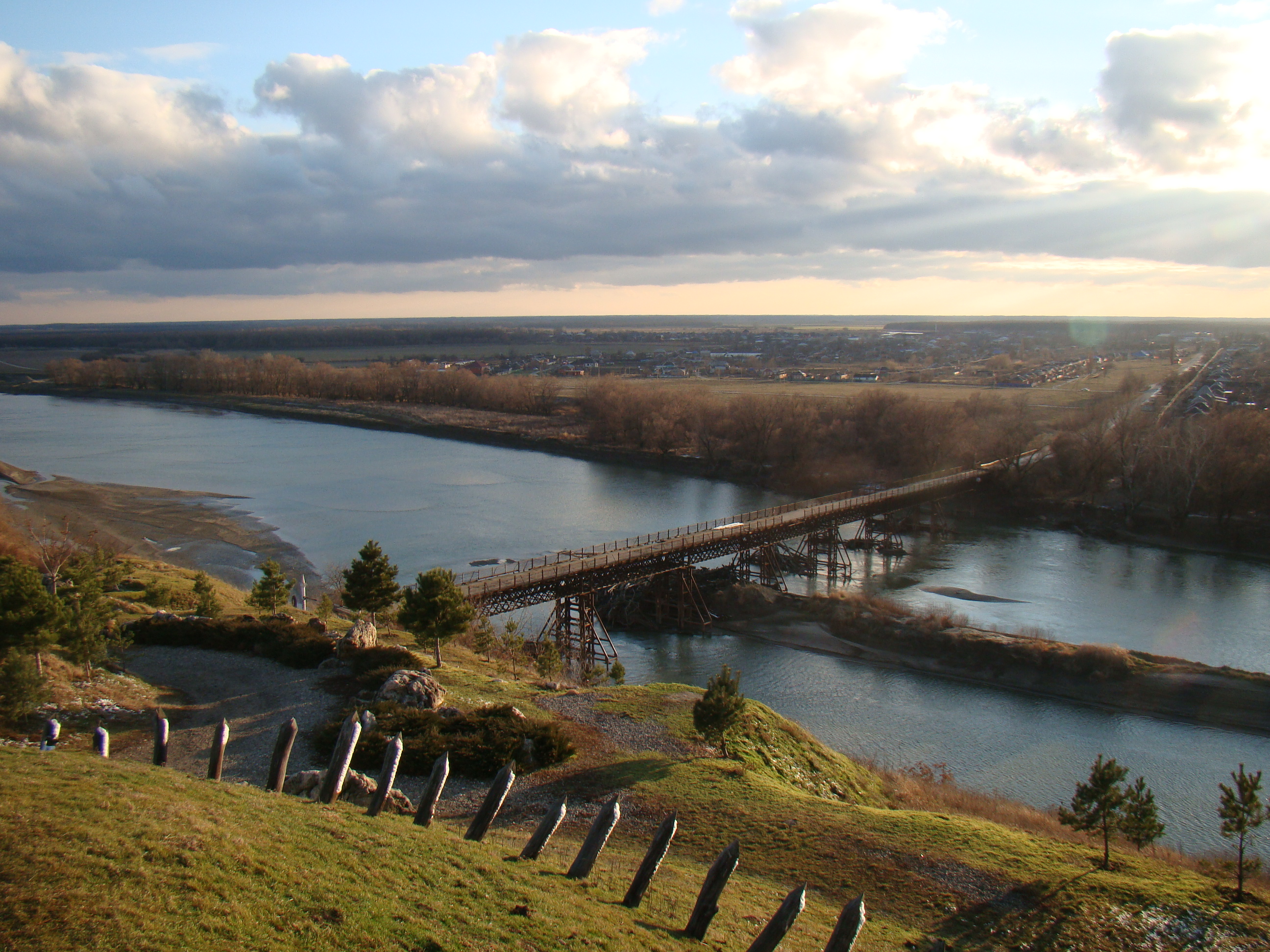
Puente sobre el Kubán hacia el vecino aul de Jatukái.